# Ten Days of Dawn 1998
Die Ten Days of Dawn 1998 (auch Iran Fajr International 1998 genannt) im Badminton fanden vom 1. bis zum 6. Februar 1998 in Teheran statt. Auf der IBF-Turnierskala erreichte es die Wertung B. Erstmals wurden auch zwei Damendisziplinen ausgetragen.

## Sieger und Platzierte
| Disziplin    | Gold                                    | Silber                               | Bronze                                   |
| ------------ | --------------------------------------- | ------------------------------------ | ---------------------------------------- |
| Herreneinzel | Morteza Validarvi                       | Hameed Nasimi                        | Mansour Shakoori                         |
| Herreneinzel | Morteza Validarvi                       | Hameed Nasimi                        | Afshin Bozorgzadeh                       |
| Dameneinzel  | Saule Kustavletova                      | Zoherh Kamyab                        | Alvard Hovsepyan                         |
| Dameneinzel  | Saule Kustavletova                      | Zoherh Kamyab                        | Ruzanna Hakobyan                         |
| Herrendoppel | Ali Reza Shafiee Saed Bahador Zakizadeh | Afshin Bozorgzadeh Morteza Validarvi | Daryoush Eskandare Morteza Khedmaty      |
| Herrendoppel | Ali Reza Shafiee Saed Bahador Zakizadeh | Afshin Bozorgzadeh Morteza Validarvi | Hameed Nasimi Mansour Shakoori           |
| Damendoppel  | Saule Kustavletova Victoria Yefremova   | Zoherh Kamyab Sara Kazemi            | Faranak Kherabady Razieh Khorsandy Nijad |
| Damendoppel  | Saule Kustavletova Victoria Yefremova   | Zoherh Kamyab Sara Kazemi            | Mahnaz Moradkhani Maryam Validarvi       |